# Chromadoria
Chromadoria zijn een onderklasse van rondwormen (Nematoda).

## Taxonomie
De volgende ordes worden bij de onderklasse ingedeeld:
- Araeolaimida (486 soorten)
- Chromadorida (833 soorten)
- Desmodorida (751 soorten)
- Desmoscolecida (359 soorten)
- Monhysterida (1012 soorten)
- Plectida (598 soorten)
- Rhabditida (2275 soorten)
- Strongylida

#### Synoniemen
- Aphelenchida → Aphelenchoidea Fuchs, 1937
- Ascaridida → Ascaridomorpha
- Diplogasterida → Diplogasteromorpha
- Spirurida → Spiruromorpha
- Tylenchida → Tylenchomorpha